# Посольство Камеруна в России
Посольство Республики Камерун в Российской Федерации — официальная дипломатическая миссия Камеруна в России, расположена в Москве на улице Большая Ордынка. Чрезвычайный и полномочный посол Республики Камерун в России: Махамат Паба Салэ (с 16 января 2009 года).

## Дипломатические отношения
Дипломатические отношения между СССР и Камеруном были установлены 20 февраля 1964 года. Договорную базу российско-камерунских отношений составляют соглашения о торговле (24.10.1962), культурном сотрудничестве (22.03.1963), экономическом и техническом сотрудничестве (12.04.1963), воздушном сообщении (11.11.1979), о сотрудничестве в области телевидения (май 1984 г.), протокол о взаимном признании эквивалентности документов об образовании и ученых степеней (14.04.1989).

## Послы Камеруна в СССР и России
- Симон Нко'о Этунгу (1964—1965)
- Айме Раймон Н’Теппе (1965—1969)
- Жозеф Овоно Нкуду (1970—1972)
- Жан-Батист Белеокен (1972—1973)
- Феликс Эссама Айи (1975—1979)
- Пьер Мвондо Ше (1979—1981)
- Жак-Роже Бу-Бу (1981—1983)
- Поль Донтсоп (1983—1984)
- Джон Нкенгонг Мони (1984—1988)
- Хаяту Суаибу (1988—1995)
- Андре Нгоанг Уанджи (1995—2007)
- Махамат Паба Салэ (с 2009)